# Zamieranie pędów sosny

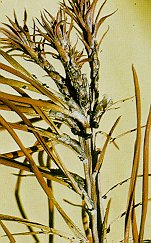
Pęd sosny zainfekowany przez Gremmeniella abietina

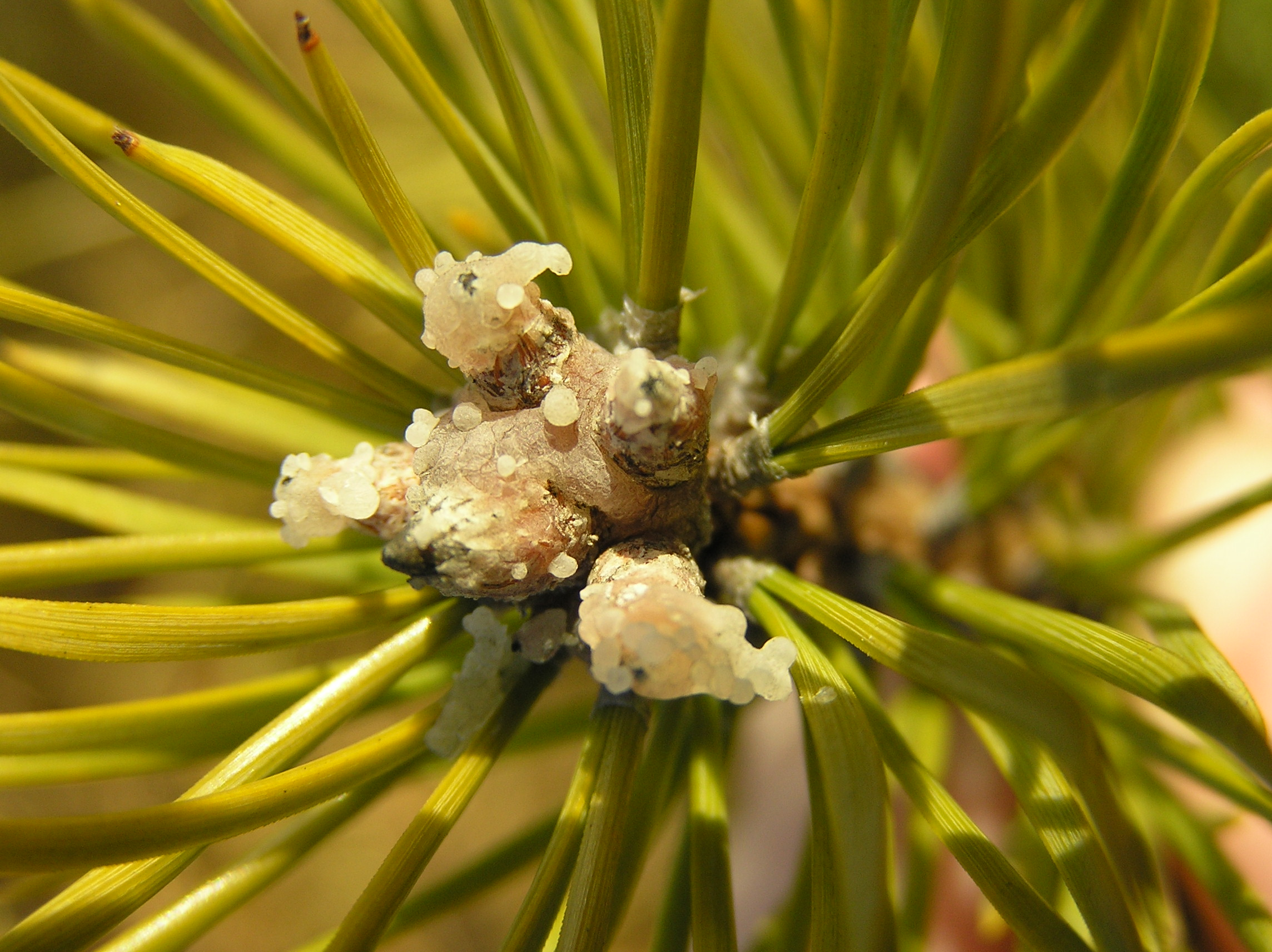
Przeżywiczone pączki sosny zwyczajnej – symptom jesiennego zainfekowania

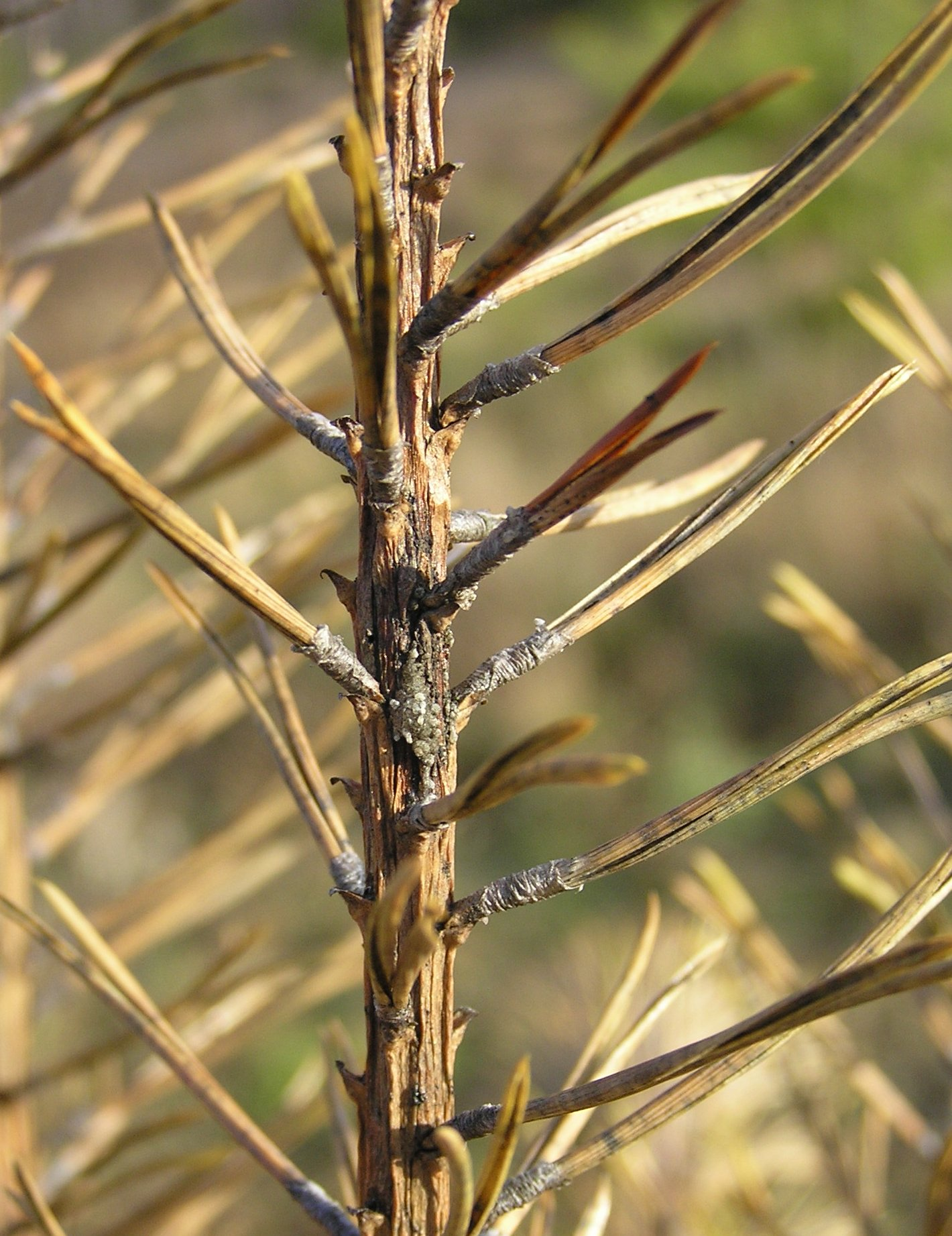
Specyficzne raki drzewne na długopędach sosny zwyczajnej – symptom występowania patogenu w następnym roku po infekcji

Zamieranie pędów sosny – grzybowa choroba drzew iglastych, głównie sosen, powodująca uszkodzenia pączków, pędów, jak również obumieranie siewek i całych drzew. Obecnie ma coraz większe znaczenie gospodarcze dla lasów Europy.

## Drzewa atakowane
Chorobę wywołują patogeny (grzyby): Gremmeniella abietina (Lagerb.) Morelet (Scleroderris lagerbergii Gr.), Cenangium ferruginosum Fr. i Sphaeropsis sapinea Fr. W Polsce dopiero na przełomie XX i XXI w. osiągnęła duże znaczenie gospodarcze. Główną rolę chorobotwórczą odgrywa grzyb Gremmeniella abietina. W Europie została stwierdzona w latach 80. XX wieku, na sośnie czarnej (Pinus nigra v. austriaca).
Gremmeniella abietina atakuje: sosnę pospolitą, sosnę czarną, sosnę limbę, sosnę wydmową, sosnę gietką, sosnę wejmutkę, sosnę hakowatą (w USA sosnę Banksa i sosnę czerwoną), drzewostany świerkowe (głównie w Niemczech i w Szwecji): świerka pospolitego, świerka Engelmanna, świerka sitkajskiego, świerka białego, świerka czarnego, w Japonii jodłę sachalińską. Stwierdzono również sporadyczne przypadki zamierania pędów u modrzewia syberyjskiego, choiny kanadyjskiej i jodły pospolitej.

## Odmiany choroby
W Europie są dwa wyraźne obszary występowania choroby, z dominacją grzyba Gremmeniella abietina jako czynnika sprawczego: areał północny, przylegający do basenu Morza Północnego i Morza Bałtyckiego, i areał środkowoeuropejski z położeniami wyżynnymi i górskimi. Z północy nastąpiła jej inwazja na dużą skalę na północną Polskę. Z południa nasilenie jest znacznie mniejsze.
Znane są trzy rasy patogenu: europejska, amerykańska i azjatycka. Rasa europejska jest najbardziej patogeniczna, atakuje raczej górne partie sosny, ma większy zakres gospodarzy i atakuje drzewa w szerszym zakresie warunków środowiskowych. Rasa amerykańska atakuje głównie dolną część korony sosen – do wysokości 2 m, prowadząc przy tym do powstawania raków drzewnych na pniu, u podstawy zniszczonych gałęzi.

## Skutki choroby
W wyniku porażenia, siewki i sadzonki mogą zamierać już w pierwszym roku po infekcji. Zamieranie starszych pojedynczych drzew lub całych drzewostanów trwa kilka lat, dość istotny udział mają tu szkodniki wtórne. W przypadku pojawienia się szczególnie zjadliwych ras patogenu, drzewa i drzewostany mogą zamierać bardzo szybko. Gdy po epifitozie choroby nastąpi układ warunków niesprzyjających patogenowi, nawet silnie porażone drzewa mogą wrócić do zdrowia. Jeżeli nie został uszkodzony pęd główny, drzewa mogą nie tracić na jakości, gdyż obumarłe lub zamierające gałęzie będą stanowiły w miarę wzrostu drzewa dolną część oczyszczającej się korony. Zamarcie pędu głównego lub wierzchołka prowadzi na ogół do zniekształcania strzały i krzaczastego rozwoju drzewa.

## Czynniki sprzyjające chorobie
Różnoraki stopień obronności sosny na północy i południu kraju może m.in. wynikać z jej uzdolnienia do wytwarzania metabolitów ochronnych (terpeny, sterole itp.). Czynnikami środowiska najbardziej sprzyjającymi chorobie są: stosunkowo wysoka wilgotność i względnie niskie temperatury. Obydwa te czynniki sprzyjają aktywności Gremmeniella abietina, który może rozwijać się w temperaturze bliskiej O°C (np. pod pokrywą śniegu), byle tylko w korzystnej wilgotności otoczenia. Od właściwego kształtowania tych dwóch czynników zależą też wyniki sztucznych zakażeń drzew tym patogenem. Tym też tłumaczy się większe zwykle nasilenie choroby w drzewostanach rosnących w miejscach zacisznych, zacienionych przez bezpośrednio przylegające starsze drzewostany, a także w obniżeniach terenowych w pobliżu cieków, rzek i zbiorników wodnych. Podobnie sprzyjające warunki infekcji występują w położeniach nadmorskich i górskich oraz w drzewostanach zbytnio zagęszczonych wskutek zaniedbań pielęgnacyjnych w młodych drzewostanach sosnowych, przez co powietrze w nich bywa stagnujące i bardziej wilgotne. Chorobie sprzyja też pogarszanie się warunków wodnych w glebie, co miewa często miejsce na glebach porolnych. W takich warunkach dochodzi z kolei do pogorszenia się także warunków troficznych drzew (wytwarzanie się mniej wartościowych i mniej żywotnych mikoryz), a tym samym do zwiększenia się predyspozycji chorobowej drzew.

## Zapobieganie i profilaktyka
Podczas projektowania i wykonywania odnowień, w miarę możliwości należy wprowadzać gatunki liściaste. Polskie obserwacje świadczą o tym, że w takich wypadkach porażenie przez Gremmeniella abietina jest mniejsze. Sadzona sosna czy świerk, powinny być proweniencji lokalnych lub przynajmniej o udokumentowanej względnie wyższej odporności. W miejscach o odpowiednich typach siedliskowych można sosnę i świerka zastępować modrzewiem i jodłą, gdyż wykazują one względnie dużą odporność. Dodatkowo należy stosować odpowiednio luźną więźbę przy zakładaniu nowych drzewostanów, następnie odpowiednio wcześnie podejmować czyszczenia i trzebieże, które mogą, a nawet powinny być traktowane jako zabiegi ochronne (także przed hubą korzeni).
W wypadku pojawienia się pierwszych ognisk porażenia należy jak najszybciej przystępować do cięć sanitarnych. W ten sposób można nie dopuścić do epifitozy, która prowadzi często nie tylko do zniekształceń strzał i wielkich strat przyrostowych, lecz także zamierania całych drzewostanów z koniecznością prowadzenia kosztownych cięć uprzątających i odnowień. W ostatnim przypadku należy m.in. unikać podchodzenia z uprawami sosnowymi do linii styku ze starszymi drzewostanami, co prowadziłoby do upodatniającego młode uprawy na chorobę wpływu ocienienia (a także powstającej w takich warunkach stagnacji wilgotnego powietrza) ze strony tych drzewostanów. Między starszym drzewostanem i uprawą należy wprowadzić pas drzew liściastych lub mniej podatnych gatunków iglastych.

## Zwalczanie grzybów powodujących chorobę
Zwalczanie ogranicza się w dużej mierze do profilaktyki. Zarażone, martwe drzewa powinno się usuwać ze szkółki czy uprawy. W sąsiedztwie szkółek zaleca się usuwanie i palenie porażonych drzew. Najlepsze rezultaty w zakresie czynnego zwalczania patogenu osiągnięto metodą ochrony biologicznej: za pomocą opryskiwania wodną zawiesiną bakterii Pseudomonas fluorescens.

## Żniwo choroby w ostatnich latach
- Na terenie wielu nadleśnictw (Włodawa, Sobibór, Lądek Zdrój, Nidzica, Jedwabno, Ciechanów i in.) w niepielęgnowanych lub słabo pielęgnowanych drzewostanach na gruntach porolnych, przy zwiększonych szkodach od śniegu i wiatru, głównie w Ib i II klasie wieku, wybuchła w 1983 r. i następnie rozprzestrzeniła się na tereny przyległe epifitoza Gremmeniella abietina i Cenangium ferruginosum. Choroba objęła swym zasięgiem ponad 200 tys. ha, doprowadzając do zrębów sanitarnych na powierzchni ok. 13 tys. ha.
- Wiosną 1996 roku na terenie Nadleśnictwa Lipusz (RDLP Gdańsk) wystąpiło masowe brunatnienie igliwia sosnowego, które spowodowane było obecnością grzyba Cenangium ferruginosum (współwystępującego z pryszczarkowatymi) oraz występującą w tym okresie suszą fizjologiczną.
- W latach 1995–1996 na terenie RDLP Szczecinek występowało zamieranie pędów sosny spowodowane przez grzyb Cenangium ferruginosum na pow. 123 tys. ha. Skutkiem choroby było znaczne osłabienie drzewostanów i zamieranie drzew.
- Jesienią 1995 r. zaobserwowano masowe występowanie igłówek sosnowych: pryszczarki Baera i krótkostopki sosnowej z towarzyszącym im Cenangium ferruginosum. Wiosną 1996 r. wystąpiło silne przebarwienie igliwia na porażonych sosnach na ponad 100 tys. ha drzewostanów. Bardzo silnie opanowane drzewa potrafiły jednak zregenerować igliwie w 1996 r. na bieżących przyrostach.